# Lukáš Bauer
Lukáš Bauer (* 18. August 1977 in Ostrov nad Ohří) ist ein ehemaliger tschechischer Skilangläufer.

## Karriere
Bauer begann seine Karriere im Alter von neun Jahren beim TJ Škoda Ostrov, fünf Jahre später wechselte er 1991 zum LK Mattoni Karlsbad, wo Miroslav Petrásek sein Trainer wurde. Nachdem er 1995 erstmals bei einem nationalen Rennen triumphiert hatte, wurde er 1996 doppelter tschechischer Juniorenmeister. Im gleichen Jahr ging der Tscheche erstmals bei den Juniorenweltmeisterschaften in Asiago an den Start, wo er über 10 Kilometer allerdings nicht über den 17. Rang hinauskam. Dafür konnte Bauer sich bei seinen ersten FIS-Rennen noch im gleichen Jahr bereits unter den besten Zehn platzieren. Als er wiederum ein Jahr später bei der Junioren-WM im kanadischen Canmore die Silbermedaille auf der Langdistanz 30 Kilometer im freien Stil gewann, gelang ihm der Durchbruch. Als Staffelläufer und Starter auf der 10-Kilometer-Strecke wurde er für die Nordischen Skiweltmeisterschaften 1997 in Trondheim nominiert. Während er im 10-km-Einzelrennen der klassischen Technik immerhin 47. unter 103 Teilnehmern wurde, schaffte er mit der tschechischen Staffel sogar den achten Rang. Noch im gleichen Jahr setzte der tschechische Verband Bauer zum ersten Mal im Skilanglauf-Weltcup der Saison 1997/98 im Val di Fiemme ein. Dort erreichte er in drei Rennen zwar keine Weltcup-Punkte, dank seiner sehr erfolgreichen Starts bei FIS-Rennen, wo er dreimal auf das Podest kam, wurde er dennoch für die Olympischen Winterspiele 1998 in Nagano nominiert. Bei drei Wettkämpfen schaffte er als bestes Ergebnis einen 32. Rang in der Verfolgung, auch über 30 Kilometer verpasste er als 33. die besten 30 nur knapp.
Nach weiteren erfolgreichen FIS-Rennen und einem Sieg im Continental Cup nahm Bauer Ende des Jahres 1998 wieder am Weltcup teil. Am 9. Januar 1999 erreichte er in Nové Město na Moravě seine ersten Punkte in der höchsten Wettkampfserie des Winters. Nur kurz darauf gelang dem Tschechen in Ramsau bei den Nordischen Skiweltmeisterschaften ein überraschender 13. Rang über 15 Kilometer Freistil, außerdem wurde er Zwanzigster über 10 Kilometer klassisch. In den Jahren 1999 und 2000 gewann Bauer noch weitere Punkte im Weltcup, zudem siegte er zum ersten Mal bei einem FIS-Rennen, wo ihm auch sonst noch Podiumsplätze gelangen. Sein bestes Weltcup-Einzelresultat blieb für einige Zeit ein elfter Rang, den er ebenfalls auf seiner tschechischen Heimatstrecke in Nové Město holte. Obwohl Bauer auch bei den Skiweltmeisterschaften in Lahti 2001 gute Leistungen zeigte und bei einem Weltcuprennen zu Beginn der Saison 2001/02 in Kuopio sogar Vierter über 10 Kilometer wurde, erreichte er den endgültigen internationalen Durchbruch in die Weltspitze erst bei den Olympischen Spielen 2002 in Salt Lake City. Hier lief er dreimal unter die Top 10, darunter ein sechster Platz über 30 Kilometer. Schon in den Weltcup-Rennen vor Olympia waren Bauer einige einstellige Resultate gelungen, danach schaffte er in den letzten sechs Wettkämpfen der Saison noch drei Top-Five-Ergebnisse, mit der Staffel errang er als Dritter seinen ersten Podiumsrang.
Der Weltcup 2002/03 begann, wie der vorherige aufgehört hatte, mit etlichen hervorragenden Ergebnissen. Über 15 Kilometer klassisch in Kuusamo wurde Bauer Zweiter, im Januar 2003 gewann er, erneut in Nové Město, sein erstes Weltcup-Rennen. Die Saison beendete er mit vier Triumphen in Folge bei den unterklassigen FIS-Rennen, allesamt über 10 Kilometer. In den Saisons 2003/04 und 2004/05 standen weitere Podestplatzierungen und zwei Siege, diesmal in Lahti und Pragelato, zu Buche, dennoch blieb er auch bei den Skiweltmeisterschaften 2005 in Oberstdorf ohne Medaille. Diese Serie, bei Großereignissen keine Medaille zu erreichen, beendete Bauer bei den Olympischen Spielen 2006 in Turin, wo er Silber über 15 km klassisch gewann. Nachdem er im Weltcup 2006/07 ohne Einzel-Podestrang geblieben war, wurde die Saison 2007/08 zu seiner erfolgreichsten. Bauer triumphierte noch im Jahr 2007 bei zwei Weltcups, die zum zweiten Mal ausgetragene Tour de Ski 2007/2008 dominierte Bauer, er gewann mit fast drei Minuten Vorsprung. Im Jahr 2008 folgten weitere vier Weltcupsiege, sodass Bauer deutlich mit über 600 Punkten Vorsprung auf René Sommerfeldt im Gesamtweltcup siegen konnte. Auch den Distanzweltcup gewann er.
Zu Beginn der Saison 2008/09 erreichte Bauer in Kuusamo den zweiten Platz über 15 km klassisch. Die Tour de Ski 2008/09 beendete er auf den zehnten Rang. Beim folgenden Weltcup in Otepää siegte er über 15 km klassisch. Bei seinen Heimweltmeisterschaften in Liberec holte er die Silbermedaille im 15 km klassisch. Im März 2009 wurde er tschechischer Meister über 10 km und 15 km. Beim Weltcupfinale in Falun belegte er den 12. Gesamtrang und erreichte damit den neunten Platz im Gesamtweltcup und den fünften Rang im Distanzweltcup. In der Saison 2009/10 gewann er zum zweiten Mal die Tour de Ski. Es folgte ein Sieg in Otepää über 15 km klassisch und ein zweiter Rang in Lahti im 30-km-Verfolgungsrennen. Bei den Olympischen Spielen 2010 in Vancouver holte er mit der Staffel und über 15 km Freistil die Bronzemedaille. Zum Saisonende kam er beim Weltcupfinale in Falun auf den neunten Rang und belegte im Gesamt- und Distanzweltcup den zweiten Platz. Im März 2010 wurde er wie im Vorjahr tschechischer Meister über 15 km. In der Saison 2010/11 errang er bei der Nordic Opening in Kuusamo den neunten Platz und bei der Tour de Ski 2010/11 den dritten Platz. Beim Weltcup in Davos kam er auf den dritten Platz über 15 km klassisch. Bei den Nordischen Skiweltmeisterschaften 2011 in Oslo belegte er den 13. Platz im 50-km-Massenstartrennen, den achten Rang mit der Staffel und den siebten Platz über 15 km klassisch. Zum Saisonende errang er beim Weltcupfinale den siebten Rang und erreichte im Gesamtweltcup den vierten Platz und im Distanzweltcup den dritten Rang.
In der folgenden Saison belegte Bauer den neunten Rang bei der Nordic Opening und den sechsten Platz bei der Tour de Ski 2011/12. Beim Weltcup in Otepää kam er auf den zweiten Platz über 15 km klassisch und in Davos den dritten Rang über 30 km Freistil. Er beendete die Saison im Gesamt- und im Distanzweltcup auf den 13. Platz. Zu Beginn der Saison 2012/13 errang er den 24. Platz bei der Nordic Opening. Die Tour de Ski 2012/13 beendete er wie im Vorjahr auf den sechsten Platz. Beim Weltcup in La Clusaz erreichte er mit der Staffel den dritten Rang. Seine besten Platzierungen bei den Nordischen Skiweltmeisterschaften 2013 im Val di Fiemme waren der 16. Platz im 50-km-Massenstartrennen und der 11. Rang mit der Staffel. Beim Weltcupfinale in Falun kam er auf den 22. Platz und erreichte im Gesamtweltcup den 12. Platz. Zu Beginn der Saison 2013/14 errang er den 11. Platz bei der Nordic Opening in Kuusamo. Dabei gewann er die Etappe über 10 km klassisch. Bei den Olympischen Spielen 2014 in Sotschi belegte er den 31. Platz im 50-km-Massenstartrennen, den achten Rang mit der Staffel und den fünften Platz über 15 km klassisch. Beim Weltcupfinale kam er auf den 13. Gesamtrang und beendete die Saison auf den 20. Platz im Gesamtweltcup und den zehnten Rang im Distanzweltcup. In der Saison 2014/15 erreichte er den 32. Platz bei der Nordic Opening in Lillehammer. Bei den Nordischen Skiweltmeisterschaften 2015 in Falun gewann er die Silbermedaille im 50-km-Massenstartrennen. In den folgenden Jahren belegte er bei der Ski Tour Canada den 17. Platz und bei den Nordischen Skiweltmeisterschaften 2017 in Lahti den 19. Platz über 15 km klassisch sowie den 11. Rang mit der Staffel. Letztmals im Weltcup startete er im Dezember 2016 in Davos, wobei er den 56. Platz über 30 km Freistil.
Bauer wohnt in Boží Dar (Gottesgab) und trainierte ab 2006 zusammen mit den deutschen Athleten im benachbarten Oberwiesenthal. Außerdem nimmt er seitdem an den DSV-Lehrgängen teil. Er ist mit Kateřina (Schwester von Helena Erbenová) verheiratet und hat zwei Kinder. Sein Sohn Matyáš Bauer ist ebenfalls als Skilangläufer aktiv.

## Erfolge

### Siege bei Weltcuprennen

#### Weltcupsiege im Einzel
| Nr. | Datum            | Ort                  | Disziplin                       |
| --- | ---------------- | -------------------- | ------------------------------- |
| 1.  | 18. Januar 2003  | Nové Město na Moravě | 15 km Freistil Individualstart  |
| 2.  | 22. Januar 2005  | Pragelato            | 2 × 15 km Skiathlon             |
| 3.  | 6. März 2005     | Lahti                | 15 km Freistil Individualstart  |
| 4.  | 2. Dezember 2007 | Kuusamo              | 15 km klassisch Individualstart |
| 5.  | 6. Januar 2008   | Tour de Ski          | Gesamtwertung                   |
| 6.  | 9. Februar 2008  | Otepää               | 15 km klassisch Individualstart |
| 7.  | 23. Februar 2008 | Falun                | 2 × 15 km Skiathlon             |
| 8.  | 2. März 2008     | Lahti                | 15 km klassisch Individualstart |
| 9.  | 24. Januar 2009  | Otepää               | 15 km klassisch Individualstart |
| 10. | 10. Januar 2010  | Tour de Ski          | Gesamtwertung                   |
| 11. | 16. Januar 2010  | Otepää               | 15 km klassisch Individualstart |

#### Etappensiege bei Weltcuprennen
| Nr. | Datum             | Ort                  | Disziplin                       | Rennen              |
| --- | ----------------- | -------------------- | ------------------------------- | ------------------- |
| 1.  | 28. Dezember 2007 | Nové Město na Moravě | 4,5 km Prolog klassisch         | Tour de Ski 2007/08 |
| 2.  | 2. Januar 2008    | Nové Město na Moravě | 15 km klassisch Individualstart | Tour de Ski 2007/08 |
| 3.  | 9. Januar 2010    | Val di Fiemme        | 20 km klassisch Massenstart     | Tour de Ski 2009/10 |
| 4.  | 10. Januar 2010   | Val di Fiemme        | 10 km Bergverfolgung Freistil 1 | Tour de Ski 2009/10 |
| 5.  | 28. November 2010 | Kuusamo              | 15 km Verfolgung Freistil 1     | Nordic Opening 2010 |
| 6.  | 9. Januar 2011    | Val di Fiemme        | 9 km Bergverfolgung Freistil 1  | Tour de Ski 2010/11 |
| 7.  | 30. November 2013 | Kuusamo              | 10 km klassisch Individualstart | Nordic Opening 2013 |

#### Weltcupsiege im Team
| Nr. | Datum            | Ort   | Disziplin           |
| --- | ---------------- | ----- | ------------------- |
| 1.  | 9. Dezember 2007 | Davos | 4 × 10 km Staffel 2 |

### Siege bei Continental-Cup-Rennen
| Nr. | Datum             | Ort           | Disziplin       | Serie           |
| --- | ----------------- | ------------- | --------------- | --------------- |
| 1.  | 12. Dezember 1998 | Canmore       | 15 km Freistil  | Continental Cup |
| 2.  | 5. Februar 2012   | Nové Město    | 15 km klassisch | Slavic Cup      |
| 3.  | 21. Dezember 2012 | Horní Mísečky | 10 km klassisch | Slavic Cup      |

## Teilnahmen an Weltmeisterschaften und Olympischen Winterspielen

### Weltmeisterschaften
- 1997 Trondheim: 8. Platz Staffel, 47. Platz 10 km klassisch
- 1999 Ramsau: 8. Platz Staffel, 13. Platz 25 km Verfolgung, 20. Platz 10 km klassisch
- 2001 Lahti: 14. Platz Staffel, 17. Platz 20 km Verfolgung, 22. Platz 15 km klassisch, 26. Platz 30 km klassisch, 27. Platz 50 km Freistil
- 2003 Val di Fiemme: 7. Platz Staffel, 17. Platz 15 km klassisch, 20. Platz 20 km Doppelverfolgung
- 2005 Oberstdorf: 5. Platz 15 km Freistil, 8. Platz Staffel, 11. Platz 50 km klassisch Massenstart, 34. Platz 30 km Verfolgung
- 2007 Sapporo: 5. Platz 50 km klassisch Massenstart, 7. Platz 30 km Verfolgung, 8. Platz Staffel
- 2009 Liberec: 2. Platz 15 km klassisch, 11. Platz Staffel, 25. Platz 30 km Verfolgung
- 2011 Oslo: 7. Platz 15 km klassisch, 8. Platz Staffel, 13. Platz 50 km Freistil Massenstart
- 2013 Val di Fiemme: 11. Platz Staffel, 16. Platz 50 km klassisch Massenstart, 19. Platz 15 km Freistil, 23. Platz 30 km Skiathlon
- 2015 Falun: 2. Platz 50 km klassisch Massenstart, 7. Platz 15 km Freistil
- 2017 Lahti: 11. Platz Staffel, 19. Platz 15 km klassisch

### Olympische Winterspiele
- 1998 Nagano: 15. Platz Staffel, 32. Platz 25 km Verfolgung, 33. Platz 30 km klassisch, 45. Platz 10 km klassisch
- 2002 Salt Lake City: 6. Platz 30 km Freistil Massenstart, 7. Platz Staffel, 8. Platz 50 km klassisch, 12. Platz 20 km Verfolgung
- 2006 Turin: 2. Platz 15 km klassisch, 9. Platz Staffel, 10. Platz 30 km Verfolgung, 16. Platz 50 km Freistil Massenstart
- 2010 Vancouver: 3. Platz Staffel, 3. Platz 15 km Freistil, 7. Platz 30 km Verfolgung, 12. Platz 50 km klassisch Massenstart
- 2014 Sotschi: 5. Platz 15 km klassisch, 8. Platz Staffel, 31. Platz 50 km Freistil Massenstart

## Platzierungen im Weltcup

### Weltcup-Statistik
Die Tabelle zeigt die erreichten Platzierungen im Einzelnen.
- 1.–3. Platz: Anzahl der Podiumsplatzierungen
- Top 10: Anzahl der Platzierungen unter den ersten zehn
- Punkteränge: Anzahl der Platzierungen innerhalb der Punkteränge
- Starts: Anzahl gelaufener Rennen in der jeweiligen Disziplin
- Hinweis: Bei den Distanzrennen erfolgt die Einordnung gemäß FIS.

| Platzierung         | Distanzrennen a | Distanzrennen a | Distanzrennen a | Distanzrennen a | Distanzrennen a | Skiathlon Verfolgung | Sprint | Etappen- rennen b | Gesamt | Team c | Team c  |
| Platzierung         | ≤ 5 km          | ≤ 10 km         | ≤ 15 km         | ≤ 30 km         | > 30 km         | Skiathlon Verfolgung | Sprint | Etappen- rennen b | Gesamt | Sprint | Staffel |
| ------------------- | --------------- | --------------- | --------------- | --------------- | --------------- | -------------------- | ------ | ----------------- | ------ | ------ | ------- |
| 1. Platz            | 1               | 1               | 8               | 1               |                 | 5                    |        | 2                 | 18     |        | 1       |
| 2. Platz            |                 | 1               | 8               |                 | 1               | 3                    |        |                   | 13     |        |         |
| 3. Platz            |                 |                 | 1               | 1               | 1               | 3                    |        | 1                 | 7      | 1      | 3       |
| Top 10              | 7               | 4               | 37              | 5               | 5               | 31                   |        | 10                | 99     | 3      | 19      |
| Punkteränge         | 12              | 13              | 70              | 13              | 11              | 54                   |        | 16                | 189    | 3      | 23      |
| Starts              | 14              | 21              | 82              | 21              | 13              | 56                   | 30     | 17                | 254    | 3      | 23      |
| Stand: Karriereende |                 |                 |                 |                 |                 |                      |        |                   |        |        |         |

### Weltcup-Gesamtplatzierungen
| Saison    | Gesamt | Gesamt | Distanz | Distanz | Sprint | Sprint |
| Saison    | Punkte | Platz  | Punkte  | Platz   | Punkte | Platz  |
| --------- | ------ | ------ | ------- | ------- | ------ | ------ |
| 1998/99   | 61     | 42.    | -       | -       | 19     | 68.    |
| 1999/2000 | 58     | 61.    | -       | -       | -      | -      |
| 2000/01   | 43     | 70.    | -       | -       | -      | -      |
| 2001/02   | 303    | 11.    | -       | -       | -      | -      |
| 2002/03   | 429    | 5.     | -       | -       | -      | -      |
| 2003/04   | 420    | 11.    | 420     | 9.      | -      | -      |
| 2004/05   | 319    | 12.    | 319     | 9.      | -      | -      |
| 2005/06   | 253    | 20.    | 253     | 11.     | -      | -      |
| 2006/07   | 140    | 37.    | 140     | 19.     | -      | -      |
| 2007/08   | 1462   | 1.     | 986     | 1.      | 76     | 35.    |
| 2008/09   | 612    | 9.     | 464     | 5.      | -      | -      |
| 2009/10   | 1021   | 2.     | 563     | 2.      | -      | -      |
| 2010/11   | 923    | 4.     | 553     | 3.      | -      | -      |
| 2011/12   | 611    | 13.    | 393     | 13.     | -      | -      |
| 2012/13   | 504    | 12.    | 312     | 13.     | -      | -      |
| 2013/14   | 293    | 20.    | 205     | 10.     | -      | -      |
| 2014/15   | 78     | 71.    | 78      | 42.     | -      | -      |
| 2015/16   | 99     | 61.    | 43      | 78.     | -      | -      |
| 2016/17   | 2      | 165.   | 2       | 115.    | -      | -      |